# Маша (Напуљ)
Маша је насеље у Италији у округу Напуљ, региону Кампанија.
Према процени из 2011. у насељу је живело 12 становника. Насеље се налази на надморској висини од 47 м.